# گراتیان
گراتیان با نام کامل فلاویوس گراتیانوس (به لاتین: Flavius Gratianus) (زادهٔ ۱۸ آوریل ۳۵۹ - درگذشتهٔ ۲۵ اوت ۳۸۳) امپراتور روم از ۳۶۷ تا ۳۸۳ بود.

## زندگی

### سال‌ها آغازین و امپراتوری مشترک با والنتینیان
گراتیان در ۱۸ آوریل ۳۵۹ در سیرمیوم (سرمسکا میتروویتسای امروزی در صربستان) زاده شد. او پسر امپراتور والنتینیان یکم از همسر اولش مارینا سورا بود که مدتی پس از به‌دنیا آوردن گراتیان در همان سال درگذشت. پدرش مقام کنسولی را در ۳۶۶ به او اعطا کرد، سپس گراتیان در ۳۶۷ پدرش را در لشکرکشی علیه قبایل آلامانی در گل همراهی نمود. در آنجا والنتینیان دچار بیماری سختی شد و مقامات که مرگ امپراتور را حتمی می‌دیدند برای انتخاب جانشین او به تکاپو اقتادند. اما والنتینیان بهبود یافت و در همان سال گراتیان را که ۸ سال بیشتر نداشت با اعطای عنوان آگوستوس به عنوان همکار-امپراتور و جانشین خود معرفی کرد تا پس از مرگش این تغییر قدرت در آرامش و بدور از بحران اتفاق افتد.
والنتینیان سپس آموزش گراتیان را به آسونیوس، از شاعران و سخن‌وران پیشروی آن زمان واگذار کرد و حتی او را در طول لشکرکشی‌هایش در سال ۳۶۸ همراه خود برد. اما وقتی معلوم شد که گراتیان تحمل سختی‌های زندگی نظامی را ندارد آن دو را به پشت منطقهٔ مرزی فرستاد.
گراتیان برای دومین بار در ۳۷۱ و به‌طور مشترک با پترونیوس پروبوس و سپس در ۳۷۴ همراه با فلاویوس اکوئیتیوس به مقام کنسولی رسید. او در همان سال با کنستانتیا، دختر امپراتور فقید کنستانتیوس دوم ازدواج کرد و پس از مرگ او در ۳۸۳، لائتا را به همسری خود درآورد.

### امپراتوری مشترک با والنتینیان دوم و تئودوسیوس یکم
والنتینیان در ۱۷ نوامبر ۳۷۵ درگذشت و گراتیان پس از او تنها امپراتور روم باختری شد. اما این تک فرمانروایی بیش از ۵ روز دوام نیاورد و برادر ناتنیش والنتینیان دوم نیز بدون آگاهی یا مشورت با او، با دریافت عنوان آگوستوس از سوی لژیون‌های مستقر در آکوئینکوم (در نزدیکی بوداپست) در منطقهٔ دانوب به امپراتوری مشترک با گراتیان منصوب شد. علت این انتخاب درگیری بین دو لژیون قدرتمند دانوبی و ژرمانی بود.
گراتیان تحت آموزه‌های آسونیوس تلاش کرد تا حکومتش متعادل و مردم‌پسند باشد. او بیشتر دوران فرمانرواییش را به منظور دفع حملات قبایل آن سوی رودخانهٔ راین در گل گذراند و در ۳۷۷ و ۳۷۸ علیه آلامانی‌ها وارد جنگ شد. او همچنین در منازعاتی چند علیه آلانها در طول رود دانوب شرکت جست. در ۳۷۸ عمویش والنس، امپراتور روم خاوری درگیر جنگی فاجعه‌بار با ویزیگوتها در ادیرنه شد. گراتیان برای شرکت در این نبرد حرکت کرد اما نتوانست به‌موقع خود را برساند، سپاه روم به سختی شکست خورد و عمویش نیز کشته شد. گراتیان برای مقابله با بحران پیش‌آمده تئودوسیوس، پسرعموی همسرش و فرزند فرمانده تئودوسیوس که پس از اعدام پدرش به اسپانیا تبعید شده بود را فراخواند و او را از جانب خود برای مقابله با ویزیگوت‌ها به دانوب فرستاد. تئودوسیوس در این لشکرکشی توانست موفقیت‌های زیادی را کسب نماید و گراتیان او را به پاس این پیروزی‌ها، در ۱۹ ژانویه ۳۷۹ در سیرمیوم به آگوستوسی ارتقای مقام داد و امپراتور روم خاوری ساخت. آن دو در طی ۳۸۰ نیز به لشکرکشی‌های خود در منطقهٔ دانوب ادامه دادند و در نتیجهٔ آن گروهی از گوت‌ها و آلان‌ها وارد خاک روم شده و در پانونیا سکنی گزیدند.

### سیاست‌های مذهبی گراتیان و زوال حکومت او
گراتیان یکی از مسیحیان معتقد بود و همین امر سبب شده بود تا بر نفوذ آمبروزی، اسقف مدیولانوم (میلان) بر امپراتور افزوده شود. در نتیجه گراتیان در ۳۷۹ نه تنها بر آزار و اذیت خود علیه پیروان شاخه‌های مختلف مسیحیت که از نظر او کفرآمیز بودند افزود، بلکه لقب عالی مذهبی پونتیفکس ماکسیموس (به لاتین: pontifex maximus به معنای کشیش اعظم) را نیز حذف نمود، کاری که هیچ یک از امپراتوران پیشین انجام نداده بودند. این سختگیری‌های مذهبی سبب شد تا تمام کارهای خوب گذشته و اتحادی که با آزادگذاری انتخاب مذهب از جانب آسوسیوس به وجود آمده بود تحت‌الشعاع قرار گیرد و از محبوبیت گراتیان به‌شدت کاسته شود. سرانجام سنای روم هیأتی را برای گفتگو در مورد سیاست‌های مذهبی گراتیان پیش او فرستاد اما امپراتور حتی اجازهٔ دیدار به آنان نداد.
از سوی دیگر گراتیان حمایت ارتش را نیز از دست داد چون او امتیازات ویژه‌ای را برای مزدوران آلانی در نظر گرفته بود و همین موضوع به دوری او از دیگر سربازانش انجامید.

### شورش ماگنوس ماکسیموس و مرگ گراتیان
گراتیان در اوایل ۳۸۳ برای مقابله با آلامانی‌ها که بار دیگر مرزهای روم را مورد تاخت و تاز خود قرار داده بودند به سمت شمال حرکت کرد. پس از اتمام جنگ و زمانی که گراتیان خسته از نبرد بود، ماگنوس ماکسیموس از سوی سپاهیانش در بریتانیا به امپراتوری رسید و برای مبارزه با گراتیان وارد گل شد. گراتیان با شتاب برای سرکوب او به گل رفت اما سپاهیانش پس از چند کشمکش کوتاه او را تنها گذاشته و به ماکسیموس پیوستند. گراتیان به سوی آلپ گریخت اما مورد تعقیب سربازان ماکسیموس قرار گرفت و سرانجام در ۲۵ اوت ۳۸۳ در لوگدونوم (لیون امروزی در فرانسه) به دست آندراگاتیوس، ستوان و فرماندهٔ سواره‌نظام ماگنوس ماکسیموس کشته شد.